# Livreur de lait
La livraison de lait à domicile est une tâche exercée dans certains pays, où la livraison de lait au petit matin est largement répandue et où la conservation est difficile. Les livreurs de lait tendent toutefois à disparaître depuis les années 1950, remplacés par la grande distribution, mais persistent toujours dans les pays émergents.

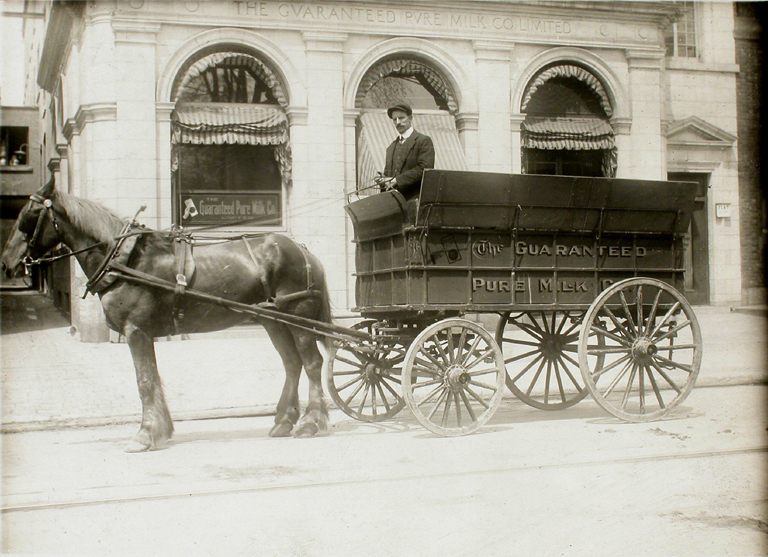
fourgon laitier de la Guaranteed Pure Milk Company, Montréal vers 1910
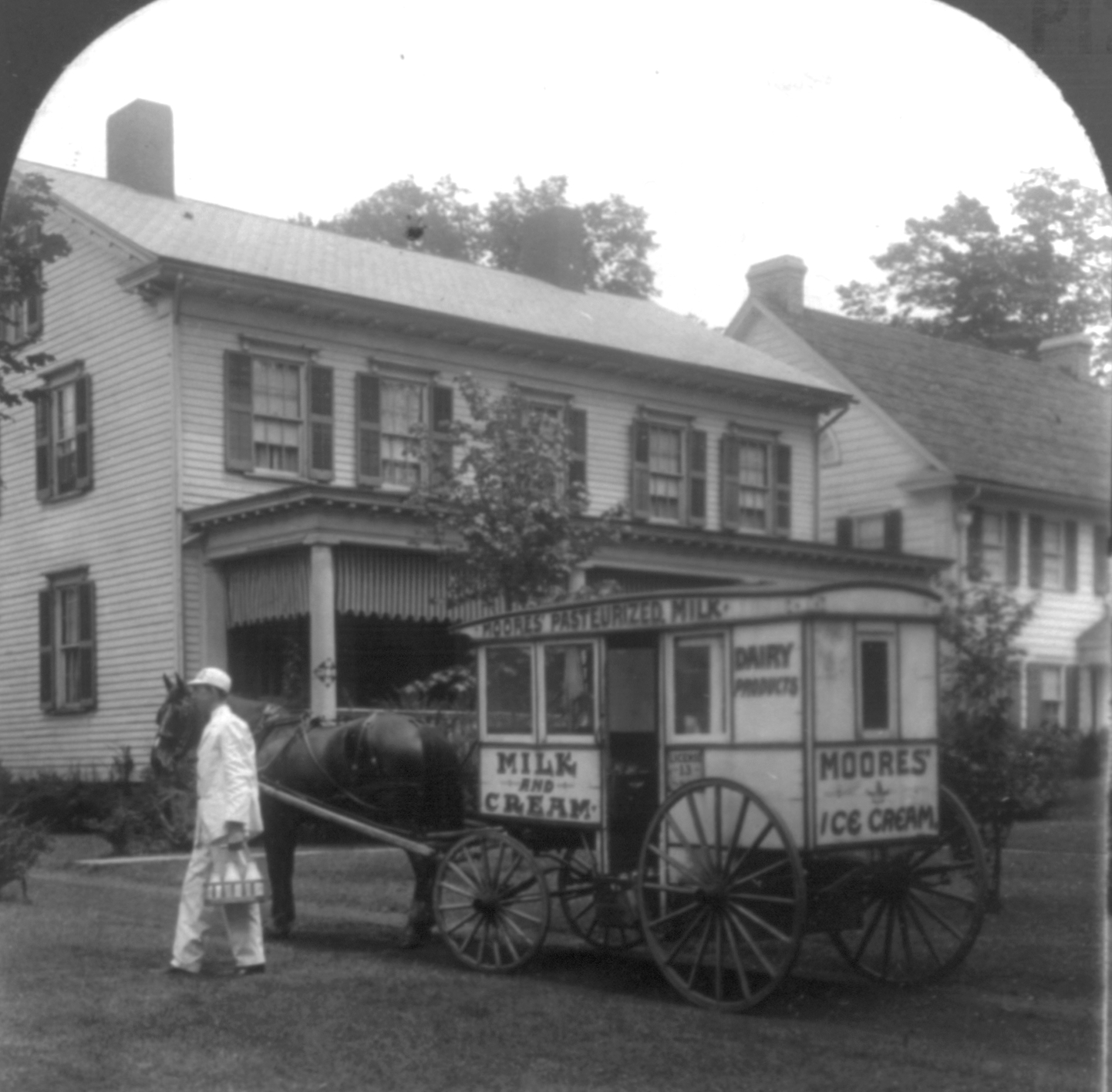
Un laitier américain avec un chariot, 1925
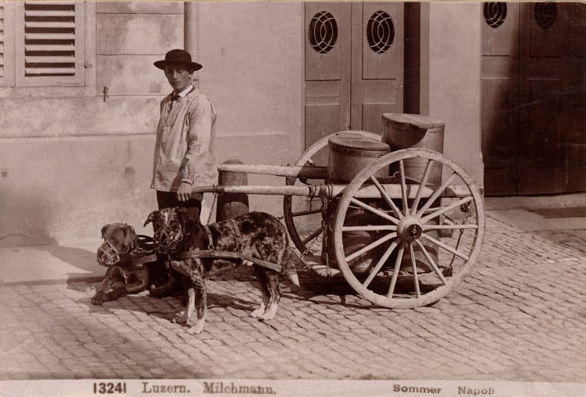
Laitier à Lucerne, Suisse, avant 1914
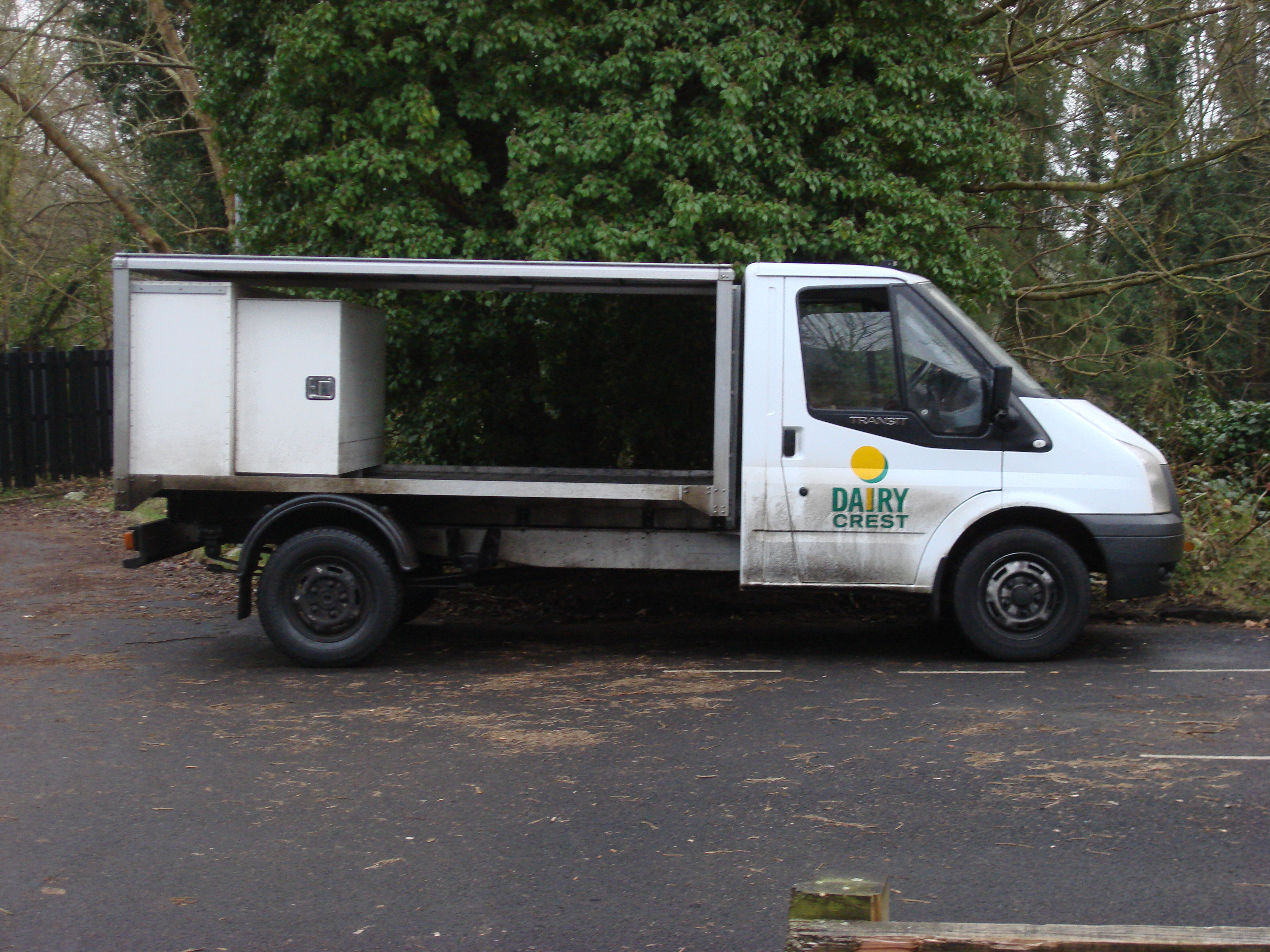
Un fourgon laitier britannique en 2007
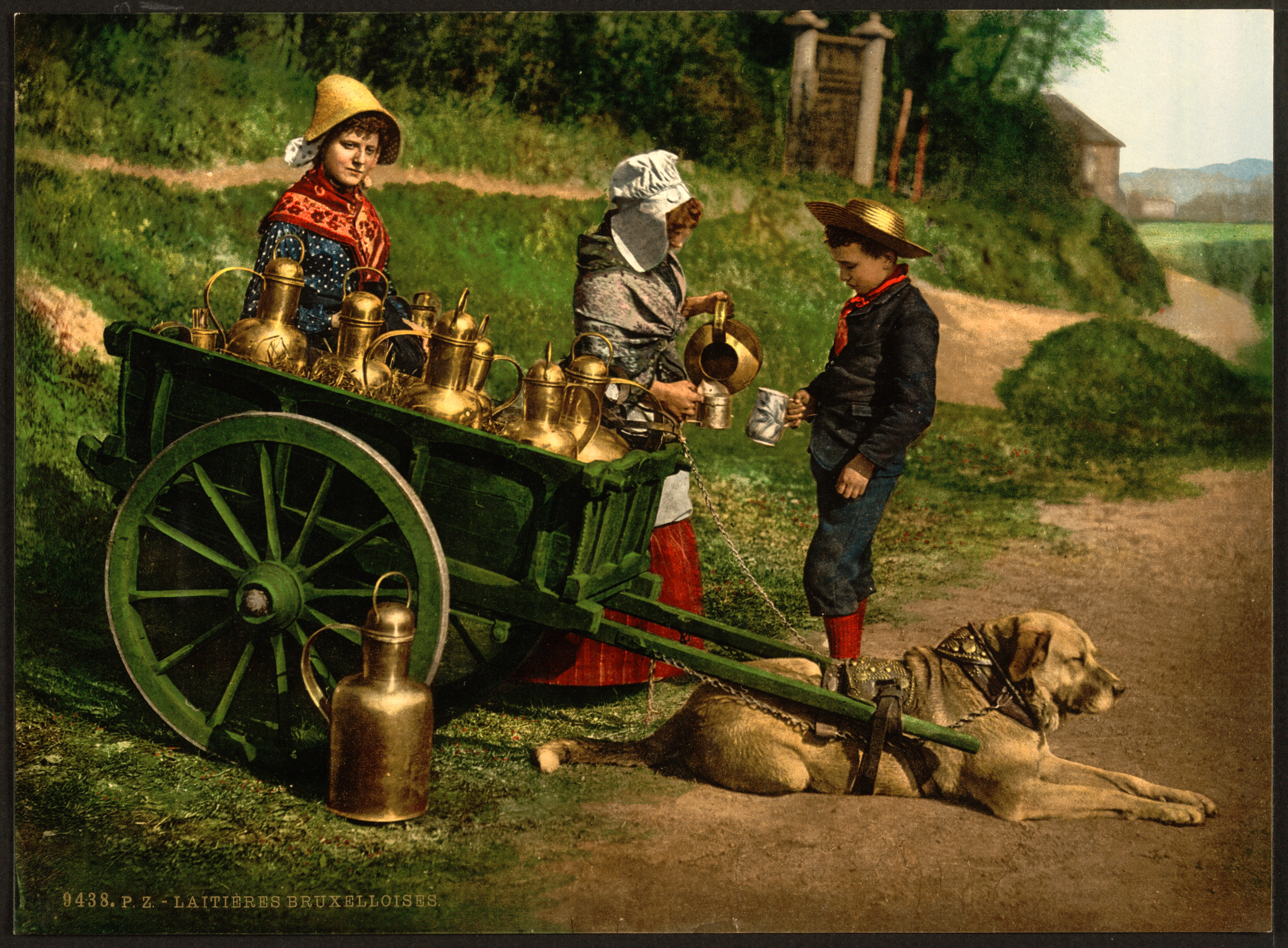
Un photochrom de la fin du XIXe siècle montrant deux colporteurs vendant du lait d'un dogcart près de Bruxelles, Belgique
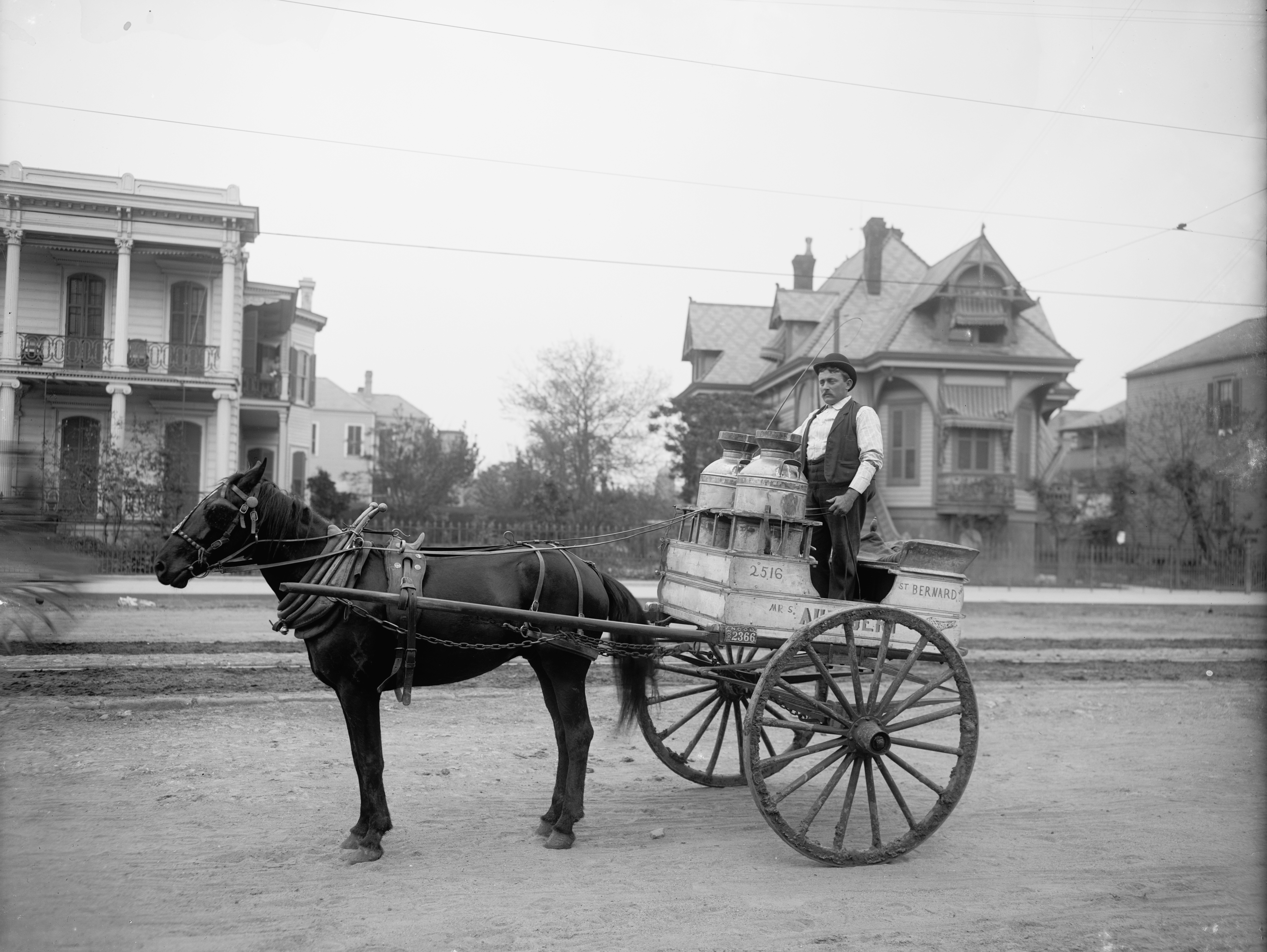
fourgon laitier de la Nouvelle-Orléans, vers 1903
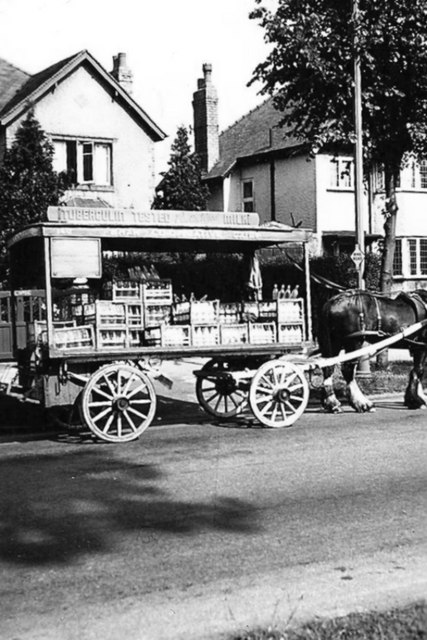
Livraison de lait en 1952
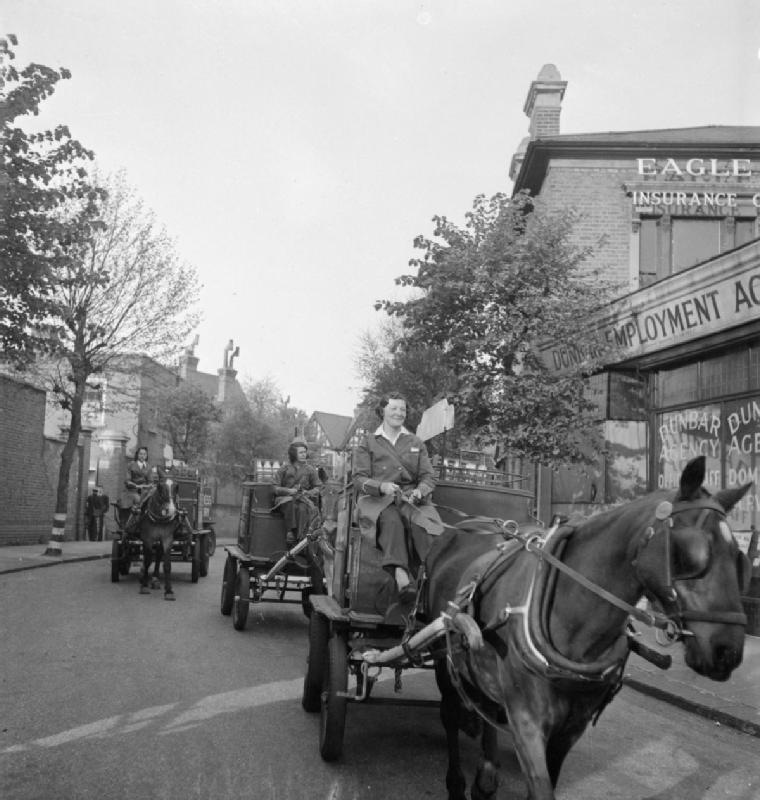
Femmes livrant le lait en Grande-Bretagne en temps de guerre, 1942
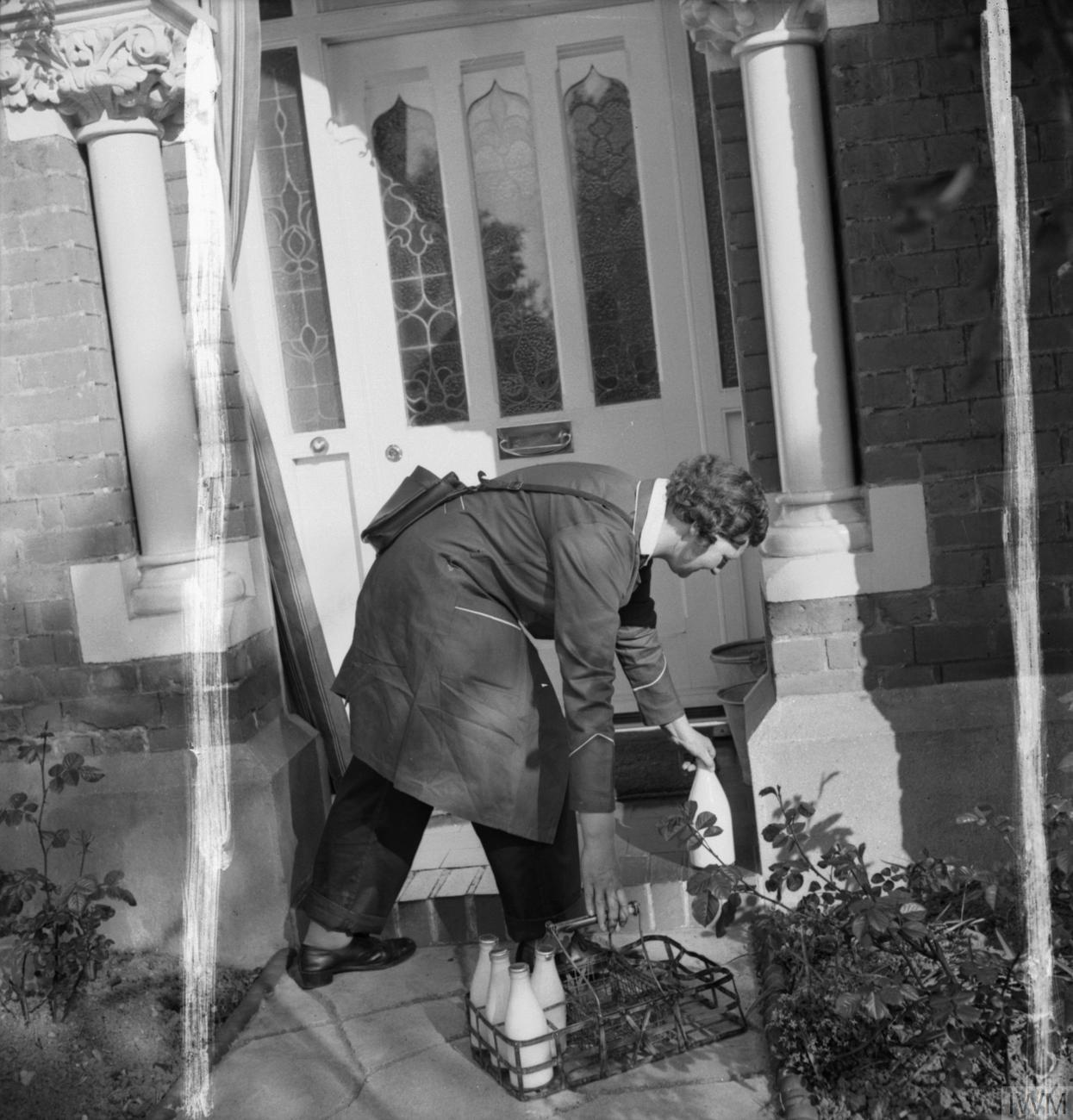
Femmes livrant le lait en Grande-Bretagne en temps de guerre, 1942
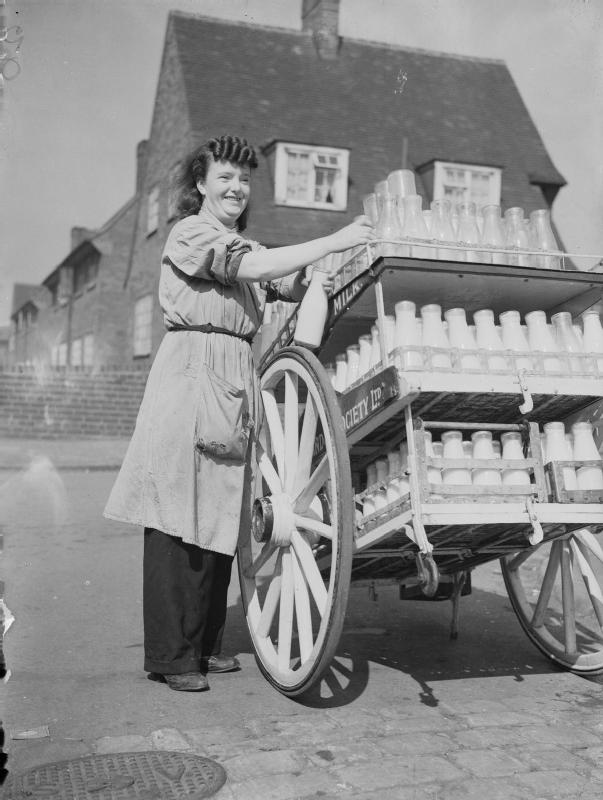
Femmes livrant le lait à Leeds en temps de guerre, 1942
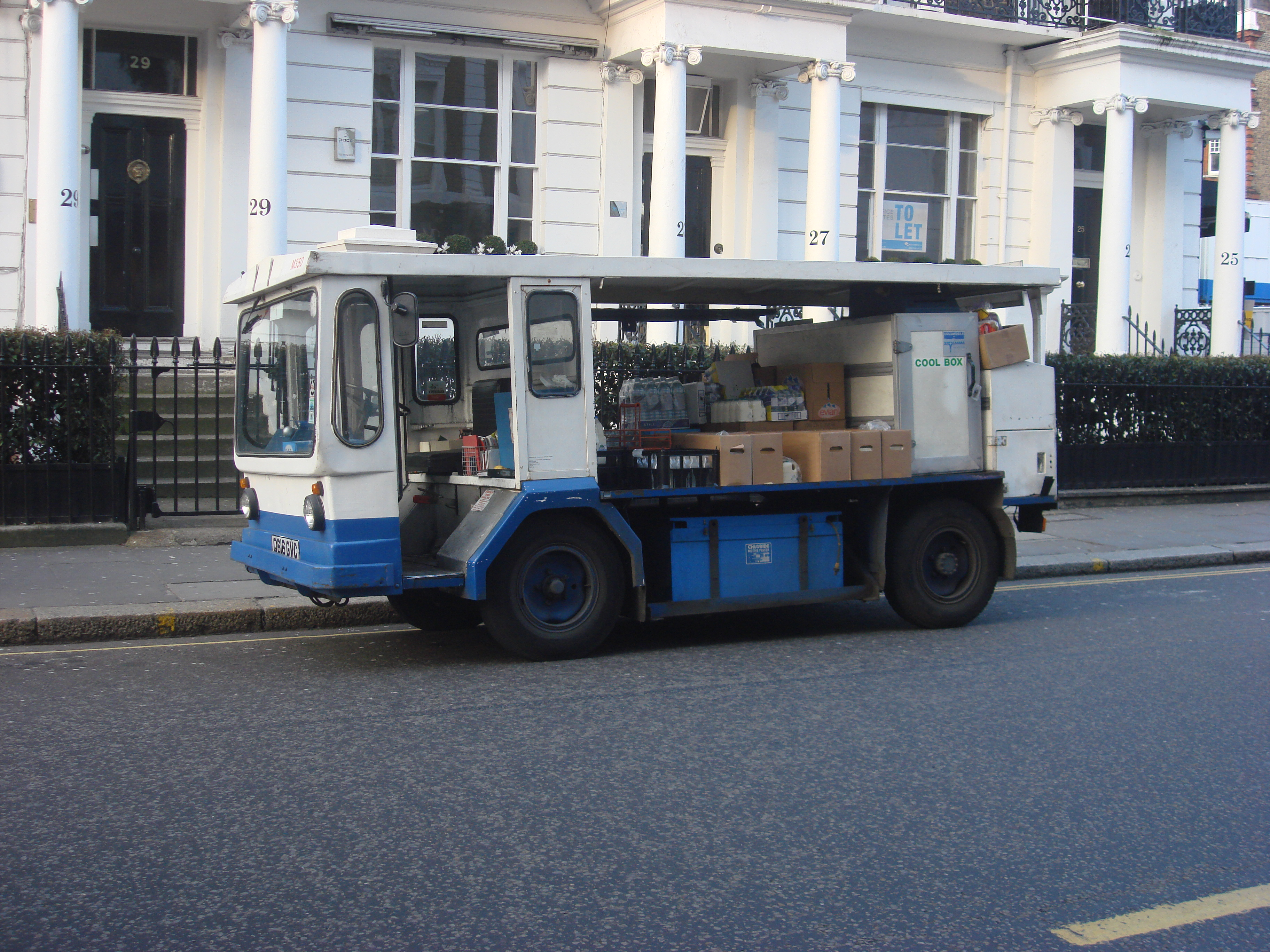
fourgon laitier à South Kensington en 2009
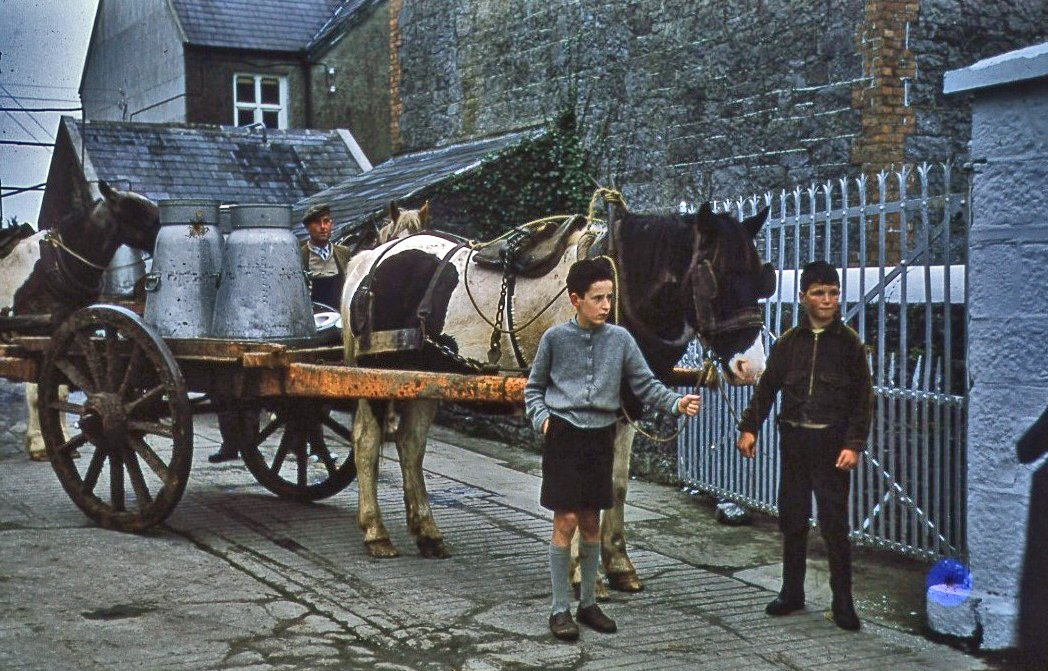
Garçons irlandais et chariot de lait en 1962